# St. Andreas (Ermstedt)

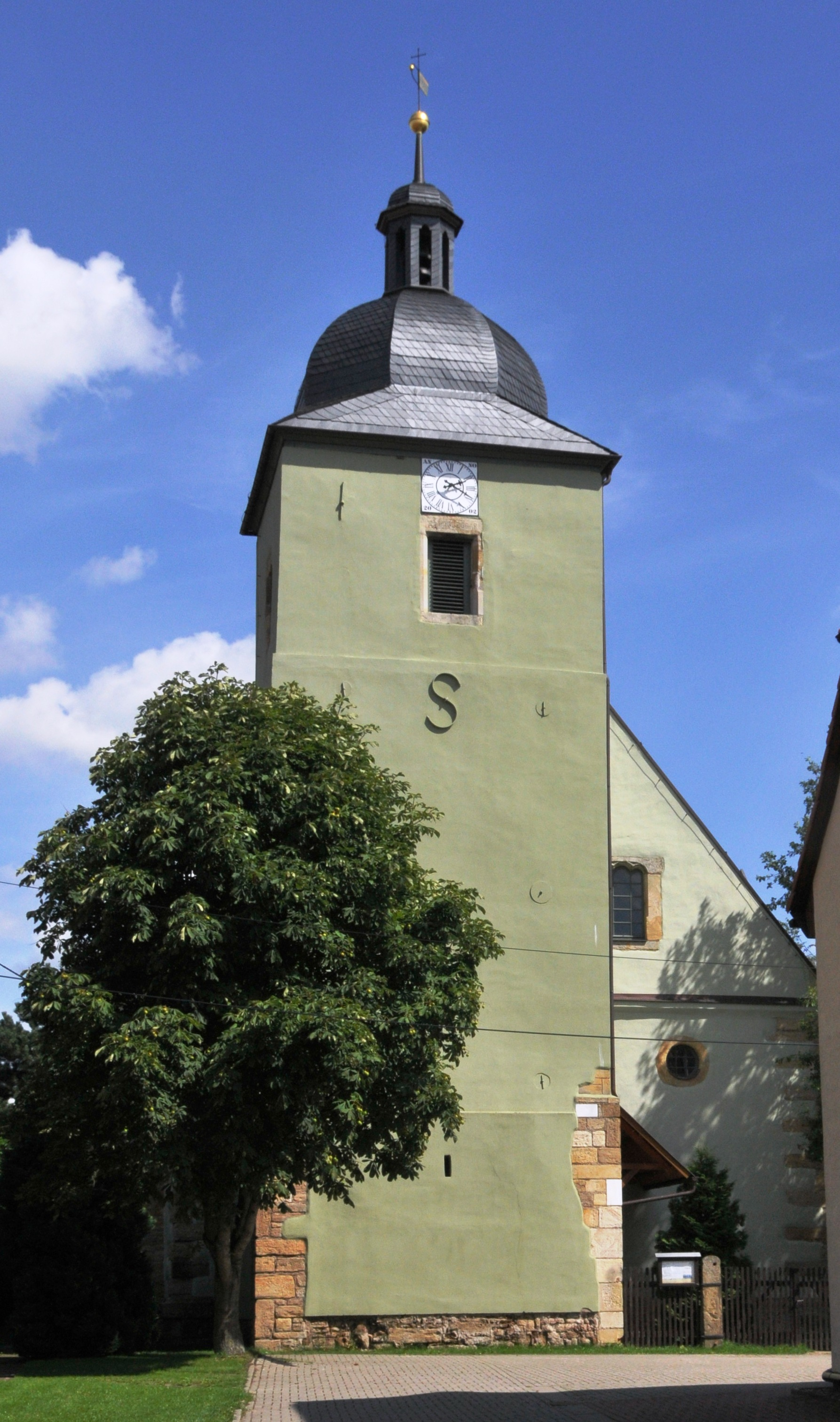
Kirchturm

Die Kirche St. Andreas in Ermstedt, einem Ortsteil von Erfurt, ist das kunsthistorisch wichtigste Gebäude des Ortes. Sie wurde nach der Wende außen und innen umfänglich restauriert.

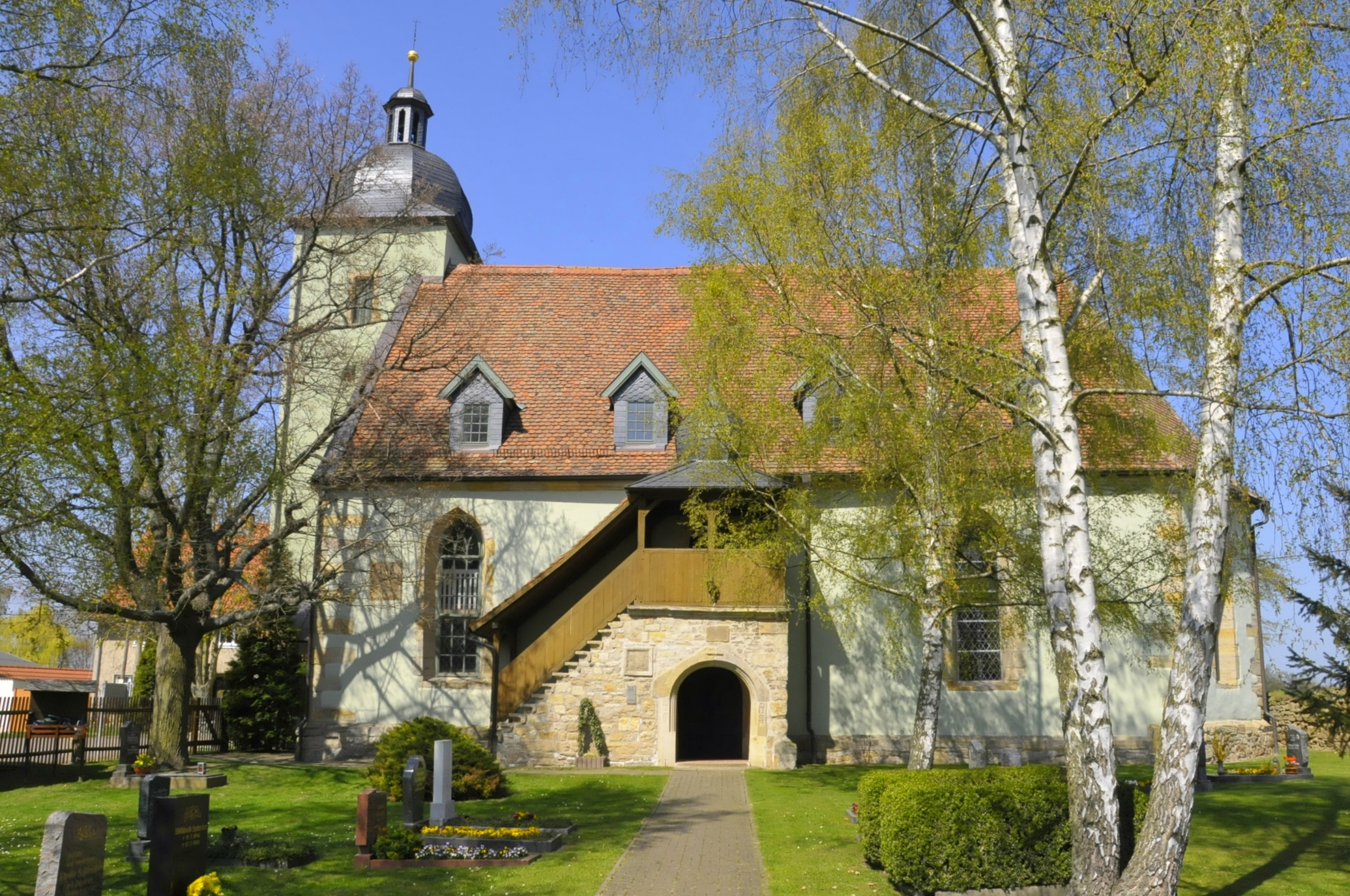
Südseite

## Geschichte

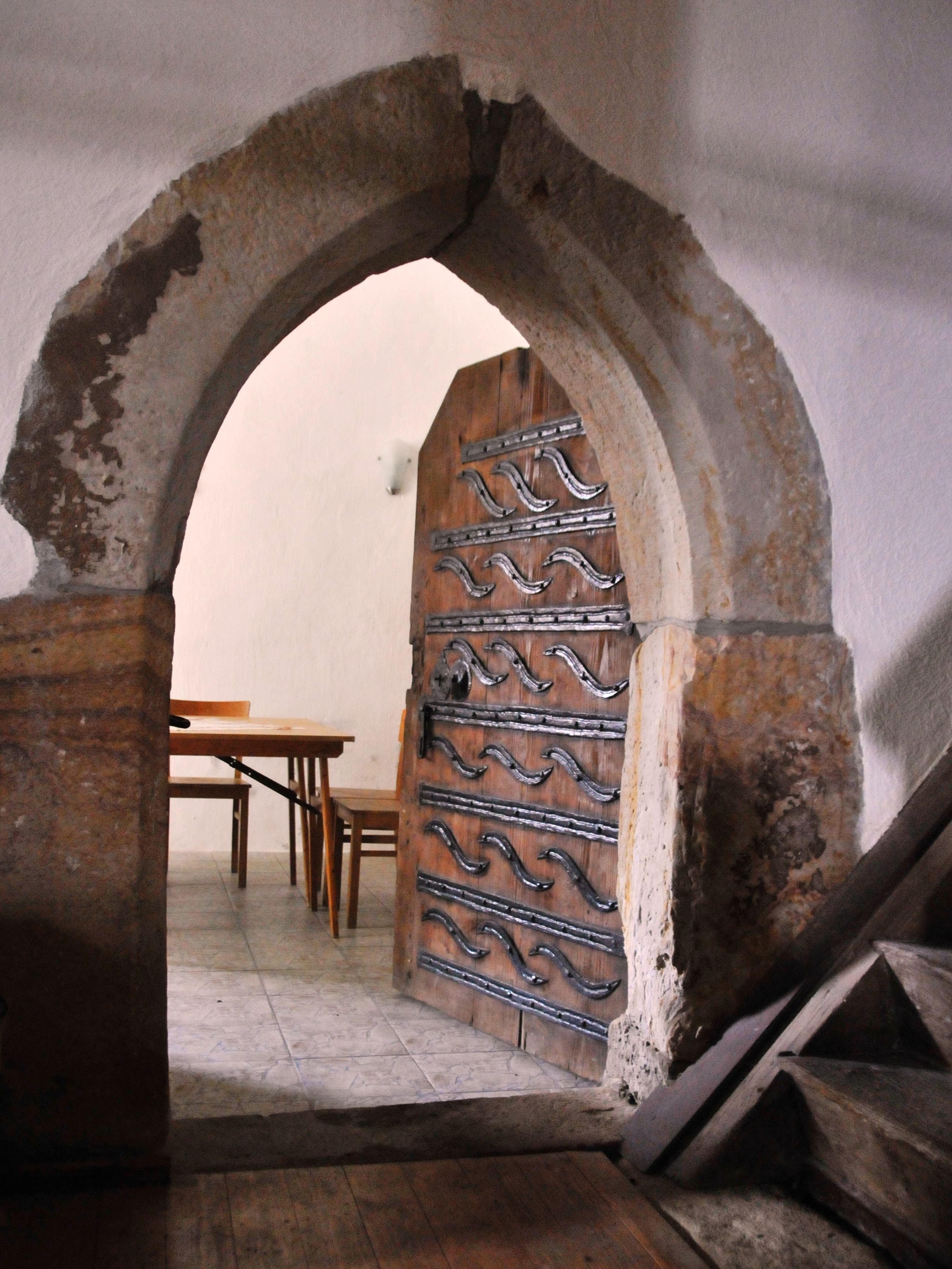
Durchgang zur Turmstube

### Vorgängerbau

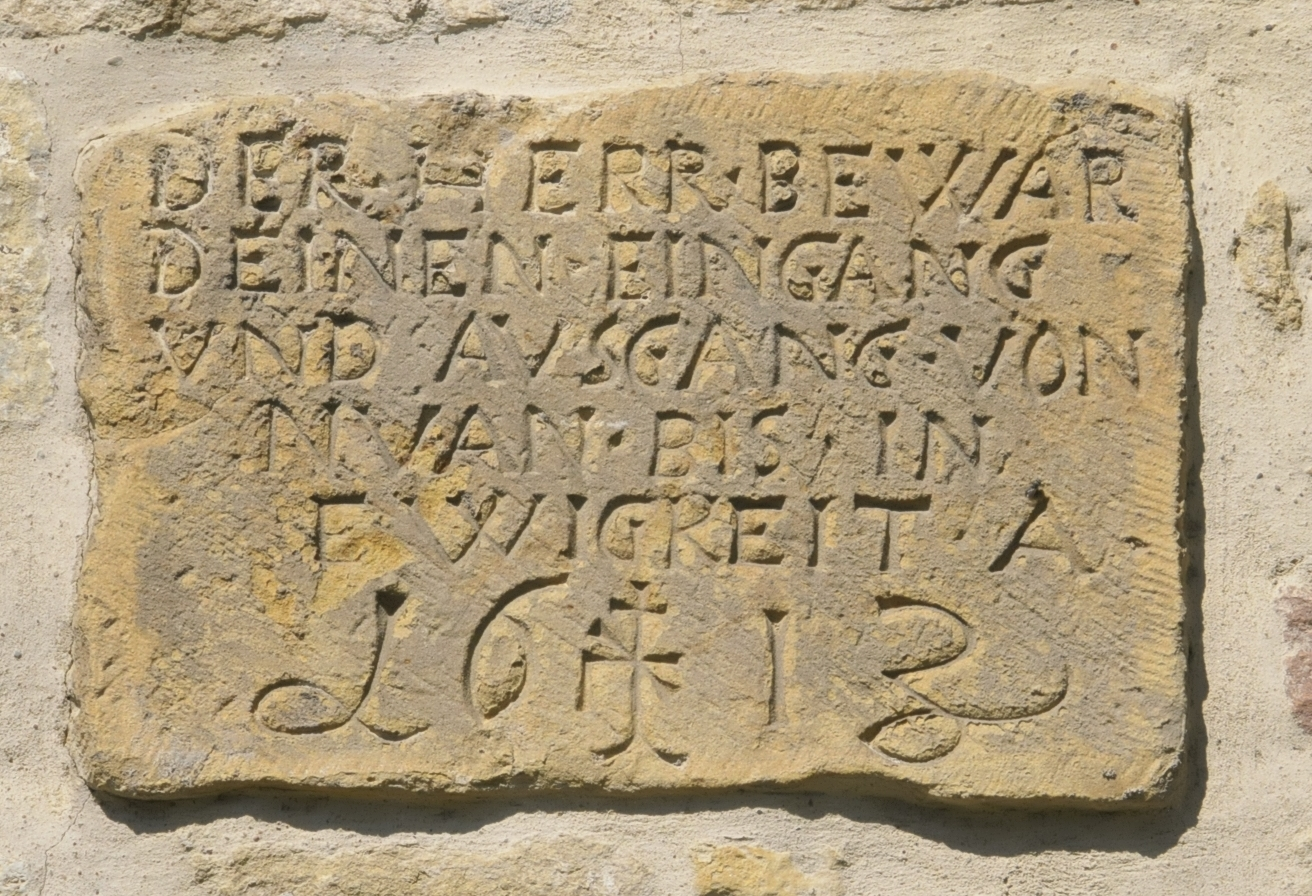
Jahrestafel von 1613: „DER HERR BEWA(h)R(e) DEINEN EINGANG UND AUSGANG VON NU(n) AN BIS IN EWIGKEIT A(men)“

Es gab eine romanische Vorgängerkirche, deren Fundamente man auf dem Platz vor der Kirche gefunden hat. Der heute insgesamt 25,95 m hohe Turm im Westen des heutigen Kirchenschiffes war bis etwa 13 m Höhe ursprünglich der Ostturm des Vorgängerbaus. Er enthielt den Eingang in die Vorgängerkirche.

### Das heutige Gebäude von 1613
Der bestehende Kirchenbau wurde 1613 errichtet. Ein Zeugnis für das Entstehungsjahr der heutigen Kirche ist das Taufbecken vor dem Altar, in dem das Jahr 1613 eingemeißelt ist. Ein weiteres Zeugnis ist die Tafel über dem Eingang. Der Steinmetz hat in beiden Werken sein Zeichen hinterlassen, ein Kreuz mit gespaltenem Fuß und zwei sich kreuzenden Querstreben am Längsbalken. Der Turm wurde auf ca. 26 m erhöht und mit einem neuen Helm versehen. Das Innere erhielt eine tonnenförmige Decke aus Holz, zwei Emporen und einen 1656 erworbenen Flügelaltar.

### Restaurierungen nach der Wende

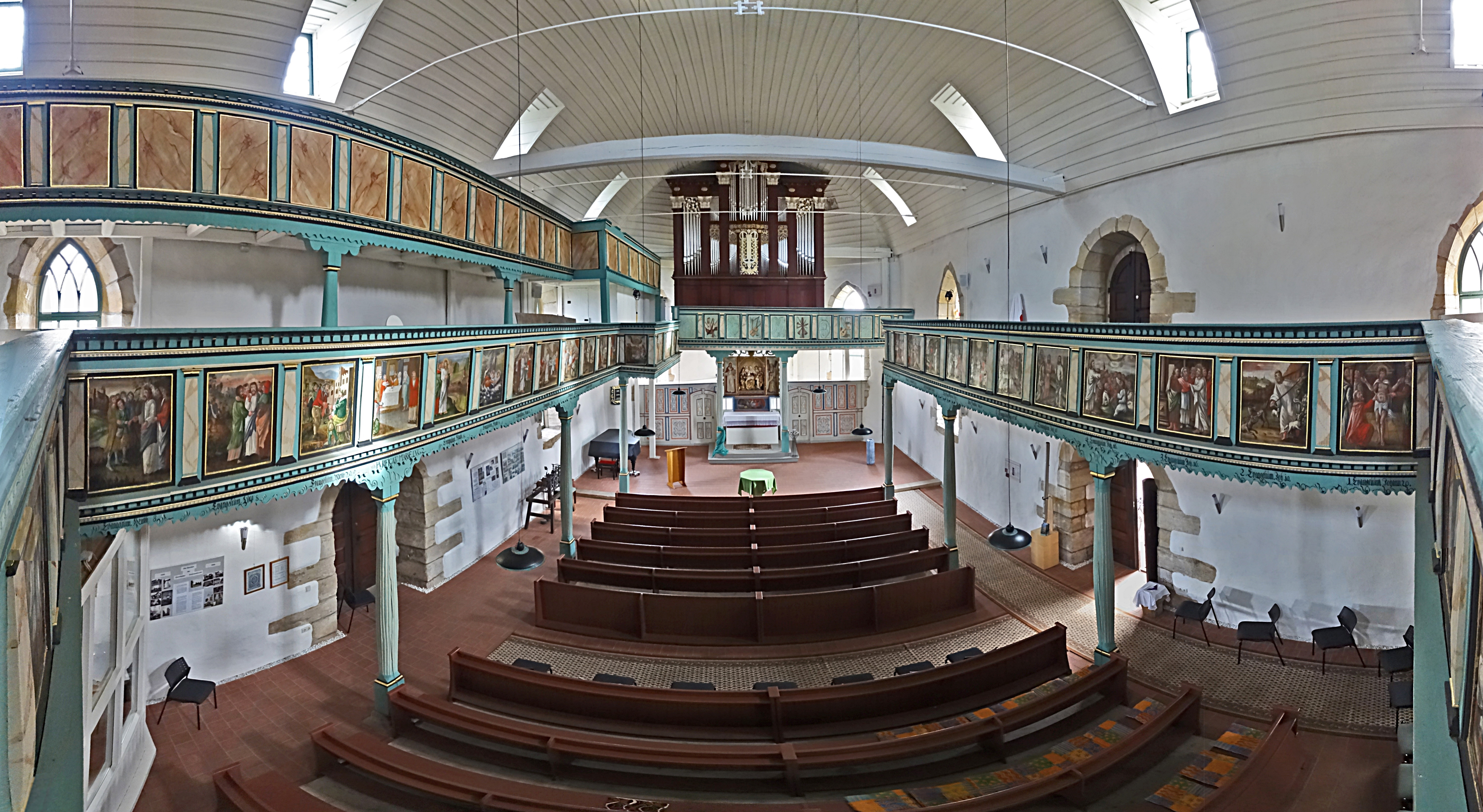
Innenraum-Panorama

Nach der Wende erfolgten, gefördert mit Geldern (600.000 Euro) aus verschiedenen Quellen, große Bemühungen zur Sanierung und Erneuerung der Kirche. Von 1992 bis 1994 wurde das Dach des Kirchenschiffes neu gedeckt. Allerdings waren bereits nach 10 Jahren Fehlstellen im Dach festzustellen, weil man die Neueindeckung mit 100 Jahre alten Dachsteinen vorgenommen hatte, wie es von der Denkmalpflege empfohlen war.
Die marode Holzkonstruktion der Turmhaube machte 1994 eine komplette Neuerrichtung und die Neueindeckung mit Schiefer notwendig. Die Überdachung des äußeren Emporenaufgangs wurde neu anfertigt.
Von 1998 bis 2000 wurde das Untergeschoss des Turms entrümpelt und als Winterkirche ausgebaut. Zudem erhielt die Kirche eine Sanitärinstallation mit Abwassersammelgrube und eine neue Elektrifizierung einschließlich neuer Pendelleuchten. 2004 bis 2007 wurde das gesamte Kirchenschiff von altem und neuem Putz befreit und neu verputzt. Sehr schön herausgearbeitet wurde die Eckquaderung und das Gesims, nachdem es gereinigt war. Ebenso wurden die Gewände aus Naturstein vom Schmutz und Staub der Jahrhunderte befreit. Alle sieben großen Kirchenfenster sowie acht Gaupen- und zwei Giebelfenster wurden neu eingebaut. Es wurden umfangreiche Reparaturarbeiten am Dach vorgenommen und die Dachanschlüsse, auch der Turmhaube, erneuert. Alle Gaupen wurden instand gesetzt und mit Dachschiefer neu gedeckt. Mit faserarmiertem Spezialputz wurde der Kirchturm versehen. Das hölzerne Tonnengewölbe wurde 2007 umfassend saniert. Der alte Farbanstrich wurde entfernt, die Schalung und die Unterkonstruktion repariert und abschließend von Malern professionell bearbeitet. Beim Entfernen des Putzes beidseitig der Orgel trat die ursprüngliche Holzverschalung mit einer Engeldarstellung zutage. Daher verzichtete man auf einen Neuputz dieser Bereiche, es wurden nur Fehlstellen ergänzt und eine Verleistung angebracht. Zimmerleute renovierten die Emporen. Das Jahr 2008 brachte die völlige Entfernung des Innenputzes und die Reinigung der Wände mit Sandstrahlen. Zudem wurden die Gewände von Fenstern und Türen gesäubert und die Einfasssteine verfugt und ggfs. ergänzt. 2010 wurde der Altar in einer Dresdner Werkstatt völlig restauriert.

## Ausstattung

### Altar
Im Osten des Kirchenraums befindet sich der Flügelaltar. Er hat eine wechselvolle Geschichte. Gefertigt wurde er wischen 1520 und 1525 von Pancratius Grueber aus Großenhain für die Erfurter Bartholomäuskirche. Nach der Reformation gelangte er von der aufgegebenen  Kirche in die Barfüßerkirche. Von dort wurde er im Jahre 1656 an die Ermstedter Kirchgemeinde verkauft. Noch im gleichen Jahr wurde die Festtagsseite vom Erfurter Maler Ortleb umgestaltet. Die Altarflügel, ursprünglich mit den Stadtheiligen von Erfurt Adolar und Eoban, zeigen nun auf der Innenseite den Apostel Andreas, den Namensgeber der Kirche, sowie Christus als Erlöser der Welt. In der Mitte wird die Beweinung Christi dargestellt. Auf ihrer Werktagsseite (jetzt auf der Rückseite der Altar-Komposition) zeigen die Flügel links die Hl. Barbara mit Kelch und Hostie und rechts die Hl. Katharina mit Schwert, Rad und Krone.

### Empore
Das Beeindruckendste beim Betreten der Kirche ist die zweistöckige Emporenanlage. Sie wurde zur Befriedigung des wachsenden Zustroms von Gläubigen errichtet. Die Brüstungsfelder zeigen 37 gemalte Bilder mit Szenen aus dem Neuen Testament.

### Orgel
Die Orgel ist symmetrisch  zum Altar auf der oberen Empore angeordnet. Die jetzige Orgel ersetzte eine aus Friemar stammende Orgel von 1593, die 1685 in Ermstedt installiert wurde. Die neue Orgel wurde von den Brüdern Ernst Siegfried und Johann Michael Hesse jr. aus Dachwig gefertigt und im August 1833 eingebaut. Aus statischen Gründen wurden dabei zwei zusätzliche Stützpfeiler in die Ostempore eingebaut. Von der Genialität der Orgelbauerfamilie Hesse zeugt, wie ein bestehender Hölzerner Gewölbezuganker unauffällig in die Orgel integriert wurde. Sie verfügt über 25 Register, verteilt auf 2 Manuale und Pedal. Nachdem das Instrument 1921 zum letzten Male repariert worden war, war sie um 1970 aufgrund von Schädlingsbefall, Verschleiß und Vandalismus in einem derartig schlechten Zustand, dass sie nicht mehr gespielt werden konnte. 2015 beauftragte der Gemeindekirchenrat die Firma Jehmlich Orgelbau Dresden mit der Erstellung eines Leistungsverzeichnisses zur Wiederherstellung. 2017 bekam die Firma Orgelbau Waltershausen den Restaurierungsauftrag. Zur Förderung der Sanierung wurde noch im gleichen Jahr ein Orgelverein gegründet, der über 46.000 € zur Sanierung beisteuerte. Die Gesamtkosten betrugen ca. 233.000 €. Im Herbst 2022 wurde die Orgel im Rahmen einer kleinen Konzertreihe wieder in Betrieb genommen.

### Taufbecken

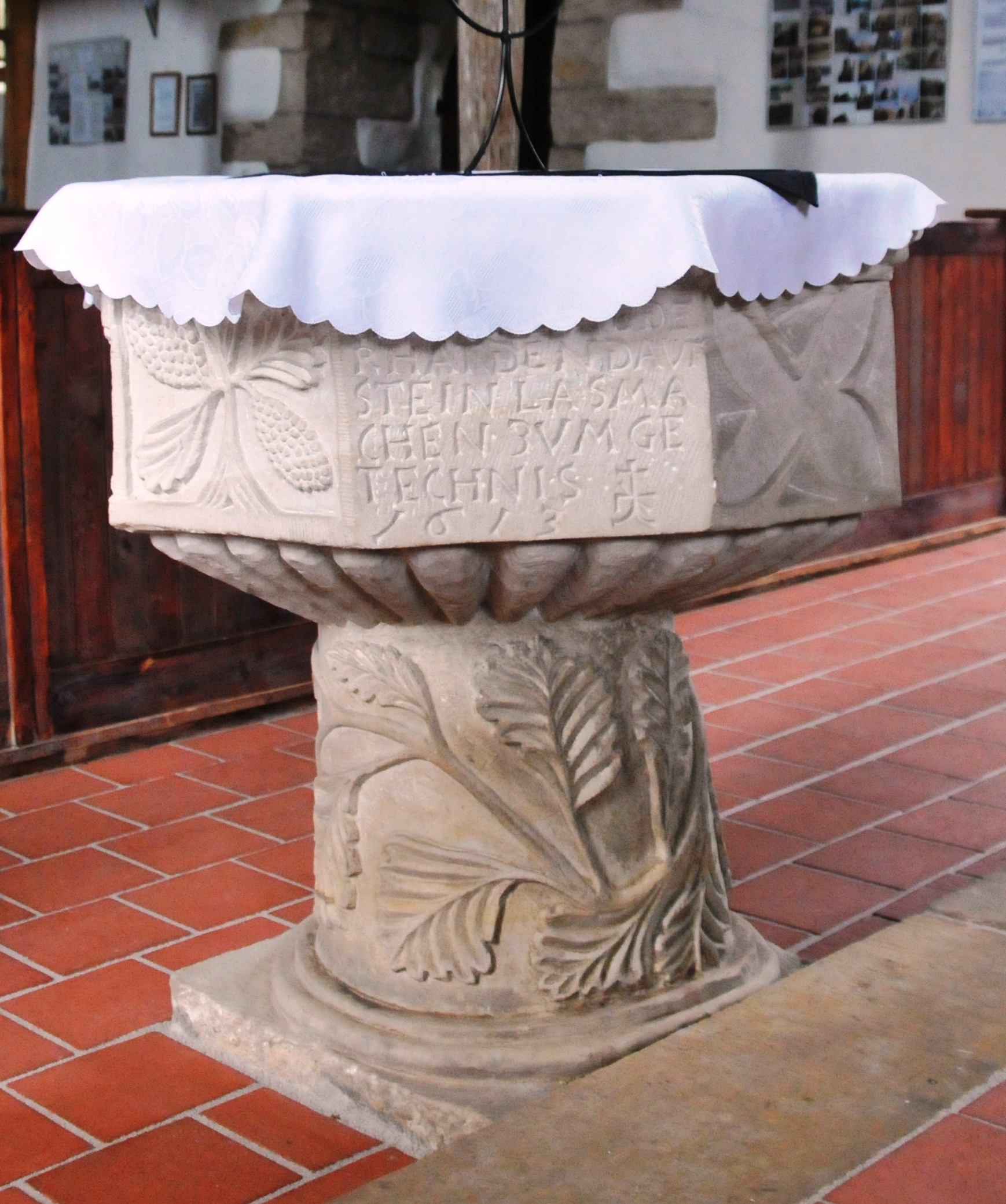
Taufbecken

Das frühbarocke Taufbecken stammt aus der Erbauungszeit der Kirche und trägt das Datum 1613.